# گمینا وانسوش (استان سلیزیا سفلی)
گمینا وانسوش (استان سیلزی سفلی) (به لهستانی:  Gmina Wąsosz) یک گمینا در لهستان است که در شهرستان گورا واقع شده‌است. گمینا وانسوش ۱۹۳٫۵۹ کیلومتر مربع مساحت و ۷٬۴۴۴ نفر جمعیت دارد.